# 오바타케정
오바타케정(大畠町)은 야마구치현 구가군에 설치되었던 정이다. 현재의 야나이시에 해당한다.